# Jabłonna (gemeente in powiat Lubelski)
De gemeente Jabłonna is een landgemeente in het Poolse woiwodschap Lublin, in powiat Lubelski.
De zetel van de gemeente is in Jabłonna (tot 30 december 1999 Jabłonna Pierwsza genoemd).
Op 30 juni 2004 telde de gemeente 7547 inwoners.

## Oppervlakte gegevens
In 2002 bedroeg de totale oppervlakte van gemeente Jabłonna 130,98 km², waarvan:
- agrarisch gebied: 79%
- bossen: 17%

De gemeente beslaat 7,8% van de totale oppervlakte van de powiat.

## Demografie
Stand op 30 juni 2004:
| Omschrijving                   | Totaal | Totaal | Vrouwen | Vrouwen | Mannen | Mannen |
| ------------------------------ | ------ | ------ | ------- | ------- | ------ | ------ |
| eenheid                        | aantal | %      | aantal  | %       | aantal | %      |
| inwoners                       | 7547   | 100    | 3889    | 51,5    | 3658   | 48,5   |
| bevolkingsdichtheid (inw./km²) | 57,6   | 57,6   | 29,7    | 29,7    | 27,9   | 27,9   |

In 2002 bedroeg het gemiddelde inkomen per inwoner 1162,76 zł.

## Administratieve plaatsen (sołectwo)
Chmiel Pierwszy, Chmiel Drugi, Chmiel-Kolonia, Czerniejów, Czerniejów-Kolonia, Jabłonna Druga, Jabłonna Pierwsza, Jabłonna-Majątek, Piotrków-Kolonia, Piotrków Pierwszy, Piotrków Drugi, Skrzynice, Skrzynice Pierwsze, Skrzynice-Kolonia, Tuszów, Wierciszów, Wolnica.

## Geschiedenis
In de Tweede Wereldoorlog was bij het dorp Czerniejów het nazi-werkkamp kamp Czerniejów. Het kamp werd gesticht voor slaven die de waterloop van de beken moesten reguleren. Tijdens Aktion Reinhard ressorteerde het kamp onder kamp Sobibor.

## Aangrenzende gemeenten
Bychawa, Głusk, Krzczonów, Piaski, Strzyżewice